# كانغ تشانغ-هي
كانغ تشانغ-هي هو سياسي كوري جنوبي، ولد في 3 أغسطس 1946 في دايجون في كوريا الجنوبية. نشط حزبياً في الحزب الوطني الكبير.

## مناصب
- انتخب Speaker of the National Assembly (South Korea) [الإنجليزية]‏ خلال فترته النيابية  [لغات أخرى]‏ (2 يوليو 2012 – 29 مايو 2014).
- انتخب عضو الجمعية الوطنية الكورية الجنوبية  [لغات أخرى]‏ عن دائرة PR assembly constituency in South Korea ‏ خلال فترته النيابية  [لغات أخرى]‏ (15 يوليو 1983 – 10 أبريل 1985).
- انتخب عضو الجمعية الوطنية الكورية الجنوبية  [لغات أخرى]‏ عن دائرة  خلال فترته النيابية  [لغات أخرى]‏ (11 أبريل 1985 – 29 مايو 1988).
- انتخب عضو الجمعية الوطنية الكورية الجنوبية  [لغات أخرى]‏ عن دائرة  خلال فترته النيابية  [لغات أخرى]‏ (30 مايو 1992 – 29 مايو 1996).
- انتخب عضو الجمعية الوطنية الكورية الجنوبية  [لغات أخرى]‏ عن دائرة  خلال فترته النيابية  [لغات أخرى]‏ (30 مايو 1996 – 29 مايو 2000).
- انتخب عضو الجمعية الوطنية الكورية الجنوبية  [لغات أخرى]‏ عن دائرة  خلال فترته النيابية  [لغات أخرى]‏ (30 مايو 2000 – 29 مايو 2004).
- انتخب عضو الجمعية الوطنية الكورية الجنوبية  [لغات أخرى]‏ عن دائرة  خلال فترته النيابية  [لغات أخرى]‏ (30 مايو 2012 – 29 مايو 2016).